# Dohrniphora malawiensis
Dohrniphora malawiensis är en tvåvingeart som beskrevs av Ronald Henry Lambert Disney 2003. Dohrniphora malawiensis ingår i släktet Dohrniphora och familjen puckelflugor.
Artens utbredningsområde är Malawi. Inga underarter finns listade i Catalogue of Life.